# Abbeville Publishing Group
Abbeville Publishing Group es una editorial independiente especializada en bellas artes y libros ilustrados. Con sede en Nueva York, Abbeville publica aproximadamente 40 títulos cada año y tiene un catálogo de más de 700 títulos sobre arte, arquitectura, diseño, viajes, fotografía, crianza de los hijos y libros para niños.
La compañía fue fundada en 1977 por Robert E. Abrams y su padre Harry N. Abrams, quien anteriormente había fundado la editorial de libros de arte Harry N. Abrams, Inc. en 1949. 
Los honores y premios otorgados a los títulos de Abbeville incluyen el Premio George Wittenborn por "Art across America" (1991).

## Impresiones y divisiones
El sello principal de Abbeville Publishing Group es Abbeville Press, que consiste en obras de arte y libros ilustrados para lectores internacionales.
Abbeville Gifts es una impresión que produce diarios de escritorio, material de oficina y otros productos impresos. 
En 2007, la compañía anunció el lanzamiento de Abbeville Family, una nueva división que publica títulos para padres, niños y familias. Incluye el sello Abbeville Kids, que fabrica libros ilustrados para niños. La serie "New Father" de Armin Brott también es parte de Abbeville Family, al igual que los audiolibros "New Father" publicados bajo el sello Abbeville Audio. 